# Белен (Бразилія)
Беле́н (порт. Belém; МФА: [beˈlẽj]) — місто в Бразилії, столиця штату Пара. Розташоване в гирлі річки Токантінс на північному заході країни. Разом з Манаусом це найважливіше місто в Амазонському регіоні Бразилії.
Белен також часто називають Cidade das mangueiras, що означає у перекладі з португальської мови «Місто мангових дерев», що свідчить про велику кількість цієї рослини в місті.

## Історія
Белен був заснований 12 січня 1616 року капітаном Франціском де Кастело Бранко, який був посланий Португальською короною, щоб захищати навколишні землі від французьких, іспанських і британських спроб заволодіти нею. З цією метою він спорудив фортецю і оборонне укріплення.
Спочатку місто називалося Феліз Лузітанія (Feliz Lusitânia), потім Санта Марія до Ґрао Пара (Santa Maria do Grão Pará), згодом Санта Марія де Белен до Ґрао Пара (Santa Maria de Belém do Grão Pará), поки нарешті не отримало назви Белен (від порт. Belém — «Вифлеєм»). В українській мові також зустрічається назва Белем.

## Клімат
Місто знаходиться у зоні, котра характеризується вологим тропічним кліматом. Найтепліший місяць — листопад із середньою температурою 26.5 °C (79.7 °F). Найхолодніший місяць — лютий, із середньою температурою 25.4 °С (77.7 °F).
| Клімат Белена           | Клімат Белена | Клімат Белена | Клімат Белена | Клімат Белена | Клімат Белена | Клімат Белена | Клімат Белена | Клімат Белена | Клімат Белена | Клімат Белена | Клімат Белена | Клімат Белена | Клімат Белена |
| Показник                | Січ.          | Лют.          | Бер.          | Квіт.         | Трав.         | Черв.         | Лип.          | Серп.         | Вер.          | Жовт.         | Лист.         | Груд.         | Рік           |
| Абсолютний максимум, °C | 35,9          | 34,8          | 37,3          | 35            | 34            | 35            | 35,3          | 35,5          | 34            | 35            | 35            | 37            | 37,3          |
| Середній максимум, °C   | 30,9          | 30,5          | 30,4          | 30,8          | 31,3          | 31,7          | 31,7          | 32,1          | 32,1          | 32,2          | 32,3          | 31,9          | 31,5          |
| Середня температура, °C | 25,6          | 25,4          | 25,5          | 25,6          | 25,8          | 26            | 25,7          | 26            | 26            | 26,4          | 26,5          | 26,2          | 25,9          |
| Середній мінімум, °C    | 22,1          | 22,2          | 22,4          | 22,6          | 22,6          | 22,1          | 21,7          | 21,7          | 21,7          | 21,6          | 21,9          | 22            | 22,1          |
| Абсолютний мінімум, °C  | 19,4          | 18,8          | 19,8          | 19,2          | 19,8          | 19,8          | 14            | 18,5          | 18,8          | 18,9          | 18,6          | 19            | 11            |
| Норма опадів, мм        | 350           | 410           | 440           | 370           | 280           | 160           | 150           | 120           | 120           | 100           | 100           | 200           | 2790          |
| Вологість повітря, %    | 89.7          | 91            | 91            | 91            | 88            | 86            | 85            | 84            | 84            | 83            | 83            | 86            | 86.8          |
| ----------------------- | ------------- | ------------- | ------------- | ------------- | ------------- | ------------- | ------------- | ------------- | ------------- | ------------- | ------------- | ------------- | ------------- |
| Джерело: Weatherbase    |               |               |               |               |               |               |               |               |               |               |               |               |               |

## Міста-побратими
1. — Авейру, Португалія (1998)[7]

## Відомі особистості
У поселенні народилась:
- Кармен Монарха (* 1979) — бразильська оперна співачка.
- Фафа де Белем (* 1956) — бразильська співачка.